# Florian Bosch

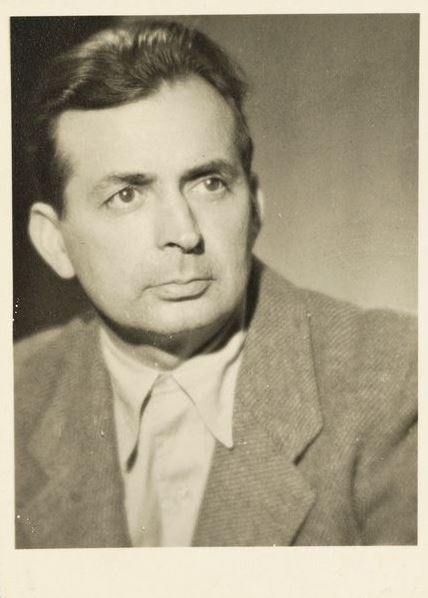
Porträt des Malers Florian Bosch um 1940, fotografiert von Franz Kloimstein, München

Florian Bosch (* 13. Oktober 1900 in Sauerlach; † 14. September 1972 in München), Pseudonym Floriano Bosi, war ein deutscher Bildnis- und Landschaftsmaler und Vertreter der Neuen Sachlichkeit.

## Leben und Wirken
Bosch wuchs in der oberbayerischen Gemeinde Sauerlach als Sohn eines Schreinermeisters auf. Nach seiner Schulzeit machte er eine Lehre als Andenkenmaler. Im Alter von 17 Jahren begann er dann ein Studium der Malerei an der Akademie der Bildenden Künste München. Sein Lehrer bei Eintritt in die Akademie war Carl Johann Becker-Gundahl. 1921 erhielt Bosch noch als Student den Auftrag, neue Deckenfresken für die Kirche St. Dominikus in Kaufbeuren anzufertigen. Für die Vorbereitung der Fresken benötigte Bosch zwei Jahre, sodass die Kirche 1921 zunächst ohne Deckengemälde neu geweiht wurde. Als nunmehr 23-Jähriger stellte Bosch die Fresken schließlich im Jahr 1923 in ein paar Monaten fertig. Sie zeigen Motive aus dem Themenbereich Krieg und Frieden sowie Porträts von Kindern alteingesessener Kaufbeurer Familien. Im Anschluss folgten Studienreisen nach Griechenland, Frankreich und in die Schweiz. Im Jahr 1930 heiratete er Rosa Steinbrecher.
Bosch war insbesondere als Landschafts- und Bildnismaler bekannt. Inspirierende Motive fand er insbesondere in Niederbayern, dem Allgäu und in Norddeutschland; seine weiträumigen Landschaften zeigen die Tendenz der Neuen Sachlichkeit. Zudem war er Mitglied der Münchener Secession und beteiligte sich an zahlreichen Ausstellungen. Zusammen mit den beiden Bildhauern Ludwig Kasper und Fritz Wrampe unterhielt er von 1923 bis 1928 ein Atelier im ehemaligen Schwanthaler-Museum. 1925 stellte er erstmals im Glaspalast München aus, 1928 beteiligte er sich schon mit fünf Landschaftsgemälden an der dortigen Ausstellung. 1937 lieferte er Beiträge für die Ausstellungen „Figur und Komposition im Bild und an der Wand“ in der Neuen Pinakothek. 1939 wurde Bosch mit dem Albrecht-Dürer-Preis der Stadt Nürnberg ausgezeichnet. Es folgten Beteiligungen an der Großen Deutschen Kunstausstellung im Haus der Deutschen Kunst in München im Jahr 1939 und 1943 sowie an der Großen Kunstausstellung München in den Jahren 1951 und 1954. Zumindest seit 1954 bewohnte er eine Wohnung in der Herzogstraße in Schwabing. Im Jahr 1967 erhielt Bosch zusammen mit Arnold Bawlé und Ludwig Scharl den Seerosenpreis der Landeshauptstadt München.
Nach dem Zweiten Weltkrieg war Bosch lange Jahre als Kunstlehrer an der Berufsschule München sowie Jury-Mitglied der Secession tätig. Seine Werke befinden sich in staatlichen und städtischen Museen und in den Händen verschiedener Sammler im In- und Ausland. Bosch verstarb im Jahr 1972 in München. Sein Grab befindet sich ebenda auf dem Nordfriedhof.
Ein Teil seines schriftlichen Nachlasses befindet sich im Deutschen Kunstarchiv im Germanischen Nationalmuseum in Nürnberg.

## Werke (Auswahl)
- Oberschwäbische Landschaft, Öl auf Leinwand, 70 × 100 cm.
- Gebirgige Landschaft, 1939, Öl auf Leinwand, 66 × 90 cm.
- Sonnenblumen in Vase, 1939, Öl auf Leinwand, 90 × 66 cm.
- Abendstimmung am Chiemsee, 1956, Wasserfarben, 44 × 57 cm.
- Waldtal in Oberschwaben bei Ravensburg, 1959, Öl auf Leinwand, 65 × 90 cm.
- Am Chiemsee, 1966, Öl auf Leinwand, 60 × 100 cm.
- Im Englischen Garten, 1970, Öl auf Leinwand, 60 × 80 cm.